# Afbindingsjern
Afbindingsjern er et svært stemmejern, der også kaldes tømrerjern, huggejern, eller tapjern, der anvendes af især tømrere til store taphuller i bjælker, remme eller andet stort tømmer, samt til udstemning i trappevanger og lignende. Der er dog intet til hinder for at andre end tømrere kan finde anvendelse for et svært stemmejern. Bygningssnedkere har det ikke sjældent med i kassen.
Afbindingsjernet har i modsætning til det alm. stemmejern ingen fas (facet) på langs ad jernet. Afbindingsjernet må ikke forveksles med lokbejtel. Se endvidere Møllebyggerjern.
Carl F. Pedersen-kataloget (1987) angiver at afbindingsjern fås i bredderne 16 – 32 mm og med en skærevinkel på 35°.

## Ekstern Henvisning
- http://www.baskholm.dk/haandbog/haandbog.html Arkiveret 16. september 2008 hos  Wayback Machine